# Cratere Rosa
Rosa è un cratere lunare di 0,82 km situato nella parte nord-occidentale della faccia visibile della Luna.